# Khaled Chouket
Khaled Chouket, né en 1969 ou 1970 à Sfax, est un homme politique tunisien.

## Biographie
Khaled Chouket grandit à Mezzouna, dans le gouvernorat de Sidi Bouzid.

### Carrière professionnelle
Il est titulaire d'un doctorat de l'université de Leyde (Pays-Bas), obtenu après une thèse intitulée La participation politique des musulmans dans l'Occident (2000). Depuis cette date, il enchaîne plusieurs postes de maître de conférences et de professeur visiteur dans des universités, académies et hauts instituts arabes et européens, dans les domaines des sciences politiques, des études islamiques, du droit international, des droits de l'homme, des minorités et des médias.

### Carrière politique
Ayant initialement rejoint dans les années 1980 le mouvement islamiste qui deviendra plus tard Ennahdha, il quitte ce parti et s'exile aux Pays-Bas, devenant un critique de la dictature de Zine el-Abidine Ben Ali.
En 2007, il surprend en publiant sur un blog dissident un texte prônant la réconciliation entre les islamistes et le régime de Ben Ali.
Cofondateur du parti Al Majd après la révolution de 2011, il préside son conseil national en 2011. En 2012, il est secrétaire général de l'Union patriotique libre. Depuis 2013, il est membre du comité directeur du mouvement Nidaa Tounes, appartenant à une aile prônant un rapprochement entre islamistes et anciens pro-Ben Ali.
Il est élu à l'Assemblée des représentants du peuple lors des élections du 26 octobre 2014 dans la première circonscription de la France et devient membre de son bureau et assesseur chargé de l'information et de la communication.
Le 6 janvier 2016, il est nommé au poste de ministre auprès du chef du gouvernement chargé des Relations avec l'Assemblée des représentants du peuple et porte-parole du gouvernement dans le gouvernement de Habib Essid.
Le 20 janvier, alors qu'un mouvement social né à Kasserine gagne le pays, Khaled Chouket annonce la création de 5 000 emplois dans la localité, mesure élargie à tous les gouvernorats. Il est désavoué dès le lendemain par le ministre des Finances, Slim Chaker. Ancien opposant à l'ancien président Ben Ali, il provoque une polémique en mars 2016 en souhaitant son retour.